# Mingjian
Mingjian (chinesisch 名間鄉, Pinyin Míngjiān Xiāng, Tongyong Pinyin Míngjiān Siang) ist eine Landgemeinde (鄉,  Xiāng) im Landkreis Nantou in Zentraltaiwan.

## Lage
Die Gemeinde Mingjian liegt am westlichen Rand des Landkreises Nantou, nördlich des Flusses Zhuoshui. Im Westen von Mingjian befindet sich das Hügelland von Baguashan mit Höhen von 200 bis 432 Metern. Die Mitte bildet eine Ebene, die hauptsächlich zum Nassreisanbau genutzt wird, und im Osten steigt das Gelände relativ steil zur Jiji-Bergkette hin bis zu einer Höhe von 404 Metern an. Das Gemeindegebiet hat eine maximale Ost-West-Ausdehnung von etwa 11,5 Kilometern und eine maximale Nord-Süd-Ausdehnung von 8,7 Kilometern. Die Nachbargemeinden sind die Stadt Nantou im Norden, Zhongliao und Jiji im Osten, Zhushan im Süden und die Gemeinden Ershui, Tianzhong und Shetou im Westen (letztere drei im benachbarten Landkreis Changhua).
Das Klima ist milde-subtropisch mit einer Jahresmitteltemperatur von 22 bis 25 °C. Der Jahresniederschlag liegt bei 1500 bis 2000 mm. Der Hauptteil des Niederschlags ereignet sich in den Monaten Mai bis August, während die Wintermonate relativ trocken sind.

## Geschichte
Das Gebiet Mingjians war in früherer Zeit praktisch vollständig von Wald bedeckt. Ab der Regierungszeit Kaiser Kangxis (1671–1721) begannen Neusiedler, die aus der chinesischen Küstenprovinz Fujian kamen, den Wald zu roden und Ackerbau zu betreiben. Während der Zeit der japanischen Herrschaft über Taiwan (1895–1945) wurde die Region mehrfach administrativ neu organisiert. Ab den 1920er Jahren gehörte sie zu Präfektur Taichū. Nach der Übertragung Taiwans an die Republik China im Jahr 1945 erfolgte eine erneute Reorganisation und Mingjian wurde zu einer Landgemeinde im 1950 neu gegründeten Landkreis Nantou.

## Bevölkerung
Mit etwas mehr als 38.000 Einwohnern bildet Mingjian die in Bezug auf Einwohnerzahl fünftgrößte unter den 13 Gemeinden des Landkreises Nantou. Ende 2017 gehörten 197 Personen (ca. 0,5 %) den indigenen Völkern Taiwans an.

## Verkehr
Verkehrsmäßig ist Mingjian relativ gut angebunden. Die Nationalstraße 3 (Autobahn) führt im östlichen Abschnitt in direkter Nord-Süd-Richtung durch das Gemeindegebiet. Etwas weiter westlich, parallel dazu ebenfalls in Nord-Süd-Richtung verläuft die Provinzstraße 3. Von letzter zweigt die Provinzstraße 16 ab, die nördlich des Flusses Zhuoshui nach Osten zieht. Weitere größere Straßen sind die Kreisstraße 139b (139乙) am westlichen Gemeinderand, ebenfalls in Nord-Süd-Richtung, die weiter südlich nach Osten abbiegt, sowie die Kreisstraßen 150 und 152, die im Wesentlichen in Ost-West-Richtung verlaufen.
Über die ostwärts verlaufene Jiji-Linie hat Mingjian einen Eisenbahnanschluss. Im Süden gibt es den Bahnhof Zhuoshui (濁水車站).

## Administration
| Gliederung von Mingjian |
|                         |

Mingjian ist in 23 Dörfer (村,  Cūn) untergliedert:
1 Zhongzheng (中正村)

2 Zhongshan (中山村)

3 Xinmin (新民村)

4 Nanya (南雅村)

5 Zhuoshui (濁水村)

6 Tanliao (炭療村)

7 Xinjie (新街村)

8 Wandan (萬丹村)

9 Donghu (東湖村)

10 Renhe (仁和村)

11 Songshan (松山村)

12 Songbai (松柏村)

13 Kanjiao (崁腳村)

14 Xincuo (新厝村)

15 Xinguang (新光村)

16 Buzhong (埔中村)

17 Zhuwei (竹圍村)

18 Chishui (赤水村)

19 Sanlun (三崙村)

20 Dazhuang (大庄村)

21 Tianzi (田仔村)

22 Dakeng (大坑村)

23 Buxia (廍下村)

## Landwirtschaft
In Mingjian gibt es keine nennenswerten Industrien. Etwa 60 Prozent der Bevölkerung sind in der Landwirtschaft beschäftigt. Die Betriebe sind ausschließlich kleinbäuerlich und die durchschnittliche Anbaufläche eines Landwirts beträgt nur etwas mehr als 1 Hektar. Die gesamte Anbaufläche beläuft sich auf etwa 5400 Hektar, was ungefähr 65 % der Gesamtfläche der Gemeinde entspricht. 1300 Hektar entfallen auf den Nassreisanbau. Als weitere Nassanbaupflanze wird Wasserspinat geerntet. Auf den verbleibenden 4100 Hektar wird vor allem Tee kultiviert, außerdem Ingwer, Ananas, Grüne Borstenhirse, Yams, Papaya, u. a.

## Sehenswürdigkeiten
Die Hauptsehenswürdigkeiten liegen in den Naturressourcen von Mingjian. Der Songbailing-Waldpark (松柏嶺森林公園) ist ein Naherholungsgebiet, wo man häufig auch Formosa-Makaken beobachten kann. Im Dorf Salun kann man Teeplantagen und den Teeanbau besichtigen. Im Dorf Buzhong gibt es einen fast 100 Jahre alten Süßen Duftblüten-Wald (桂花森林). Am Ufer des Zhuoshui liegt der Pfirsichblütenpark (桃花源休憩園區), in dem im Januar/Februar die Pfirsichblüte und im Mai die -Ernte erlebt werden kann.
An verschiedenen Stellen sind noch Überreste des „921-Erdbebens“ 1999 zu sehen, beispielsweise verbogene Eisenbahntrassen, schief stehende Freileitungsmasten usw. Quer durch Mingjian verläuft die Chelungpu-Verwerfung (車籠埔斷層), eine der Bruchzonen zwischen Eurasischer und Philippinischer Platte. Im Umfeld der Verwerfung steigt das Gelände um 4 Meter an.
Der taoistische Himmelstempel (受天宮,  Shòu tiāngōng) wurde 1737, im zweiten Regierungsjahr Qianlongs erbaut. Er ist der größte Tempel des Gottes Xuantian (玄天上帝) in Taiwan. Am dritten Tag des dritten Mondmonats sowie am 3. August jeden Jahres finden hier wichtige Feierlichkeiten statt.

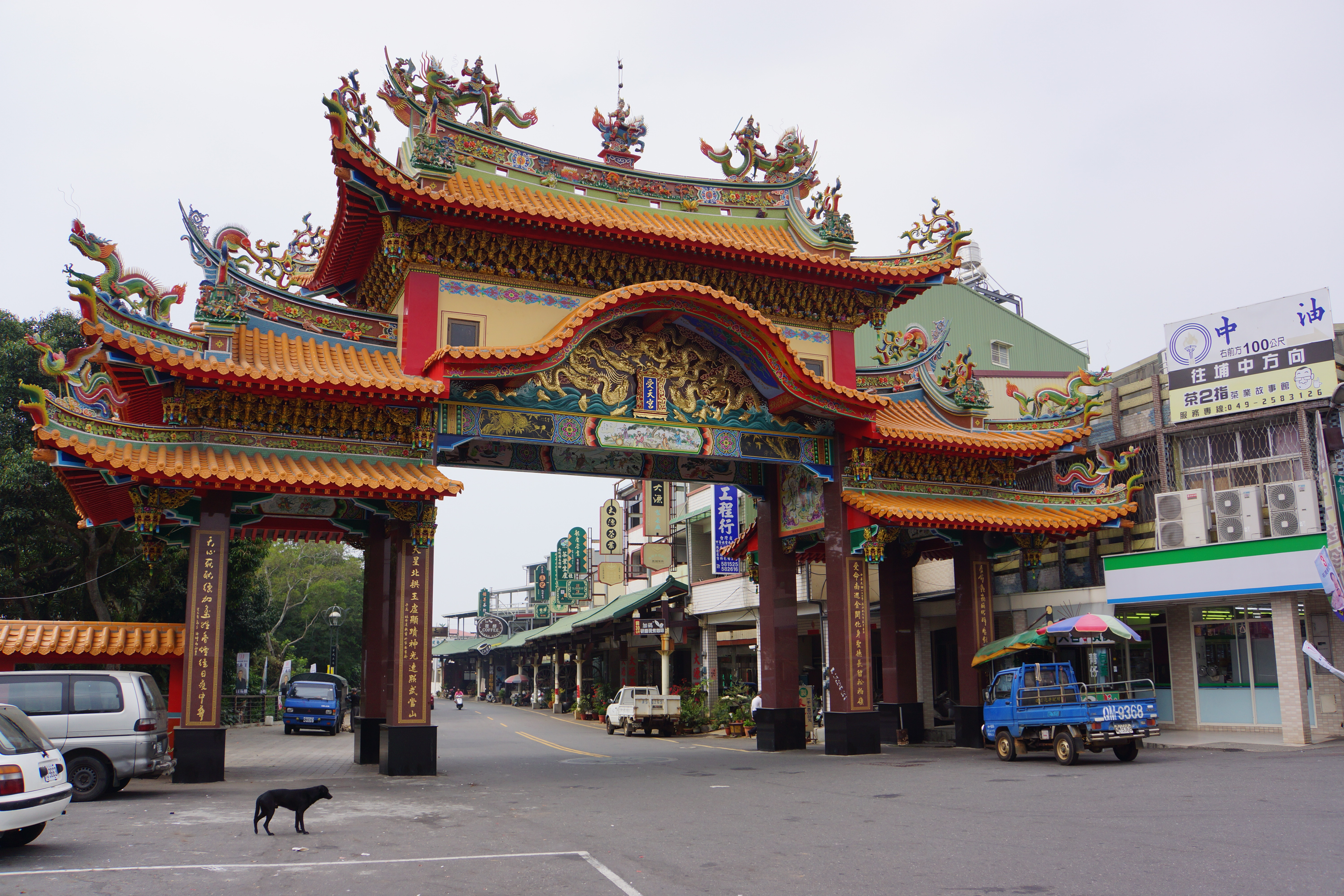
Torbogen des Himmelstempels
Ananaspflanzung
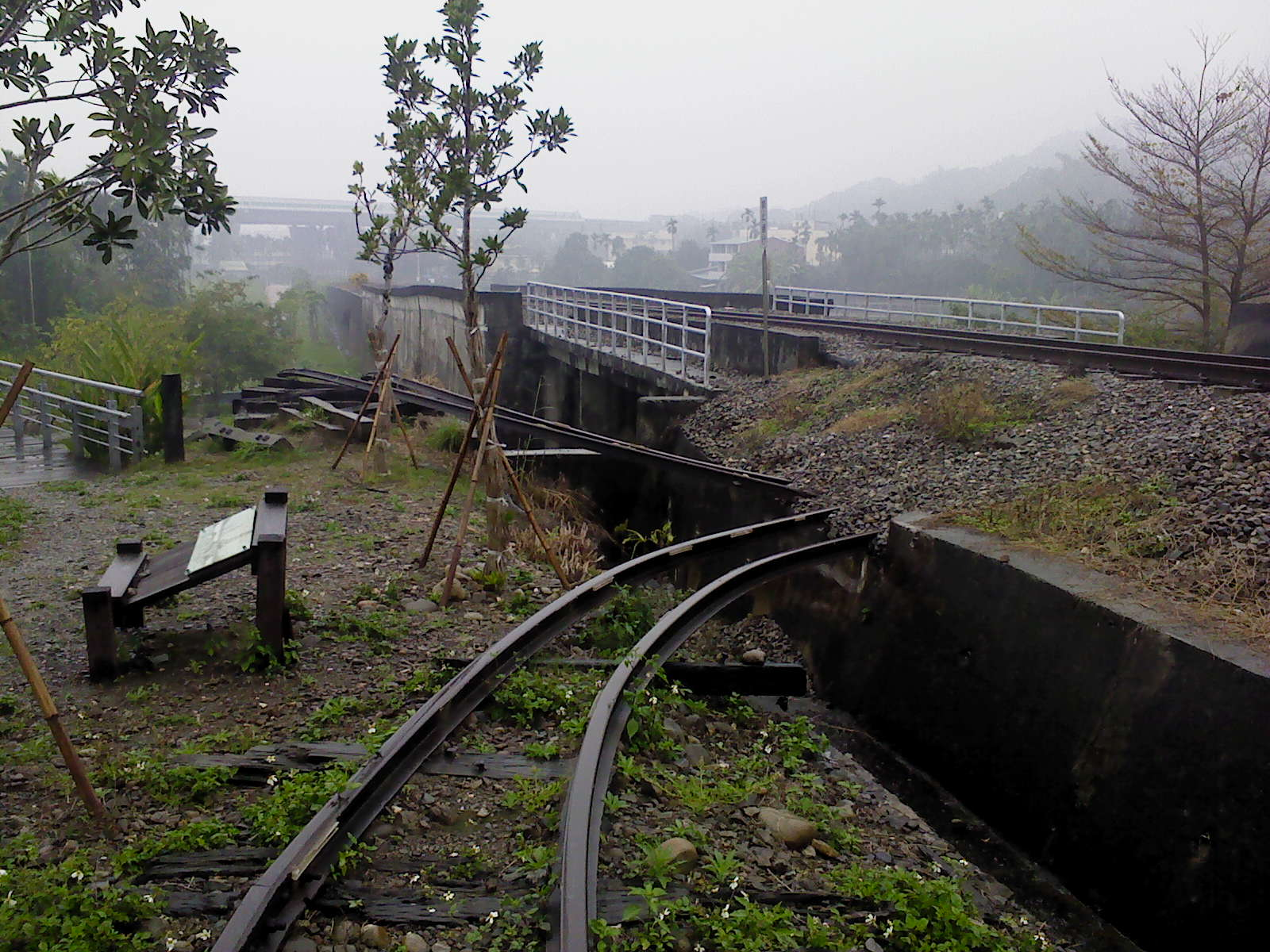
Infolge des Erdbebens von 1999 verbogene Eisenbahnschienen